# 980 a.C.
Il 980 a.C. (CMLXXX a.C. in numeri romani) è un anno  del X secolo a.C.

## Eventi e tendenze

### Per luogo

#### Asia
- 982 a.C. — Fine del primo periodo (1197 a.C. - 982 a.C.) nel concetto dell'astrologo cinese Sau Yung della dinastia Zhou, attorno alla correlazione tra I Ching e storia.

#### Bacino del Mediterraneo
- David, capostipite della dinastia dalla quale discenderebbe Gesù Cristo, regna su Israele.

### Per argomento

#### Astronomia
- Congiunzione dei pianeti Giove e Saturno, per tre volte in uno stesso anno, nella costellazione dei Pesci